# Trboveljski dimnik
Trboveljski dimnik – najwyższy komin w Europie o wysokości 360 metrów położony niedaleko miejscowości Trbovlje w Słowenii. Został zbudowany w latach 1974–1976. Wymagał ponad 11 tysięcy metrów sześciennych betonu i ponad 1000 ton hartowanej stali.
Tak duża wysokość komina była niezbędna, by zapewnić uwalnianie trujących zanieczyszczeń z elektrowni cieplnej poza głęboką dolinę rzeki Sawa, w której znajduje się elektrownia.

## Galeria zdjęć

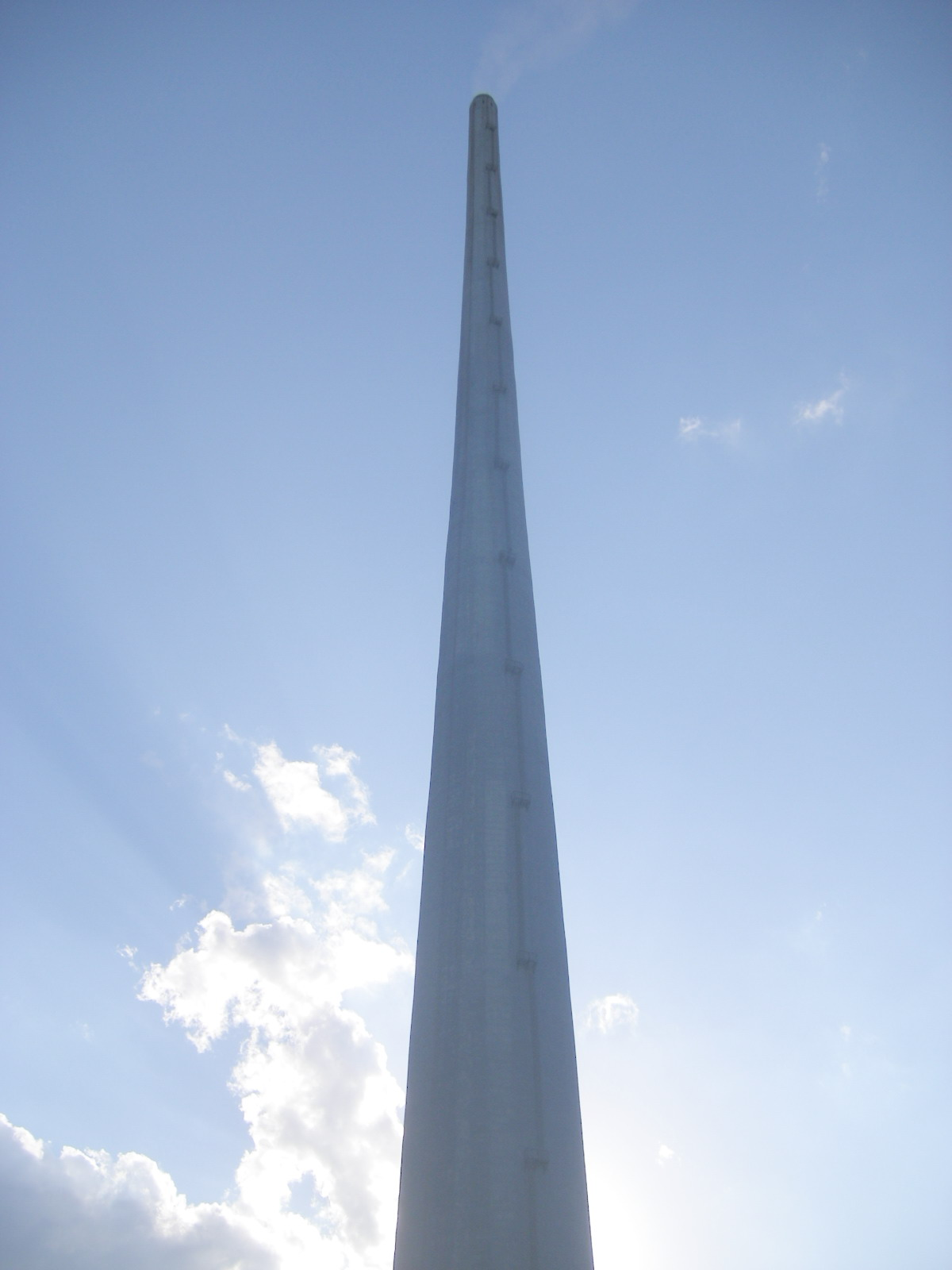
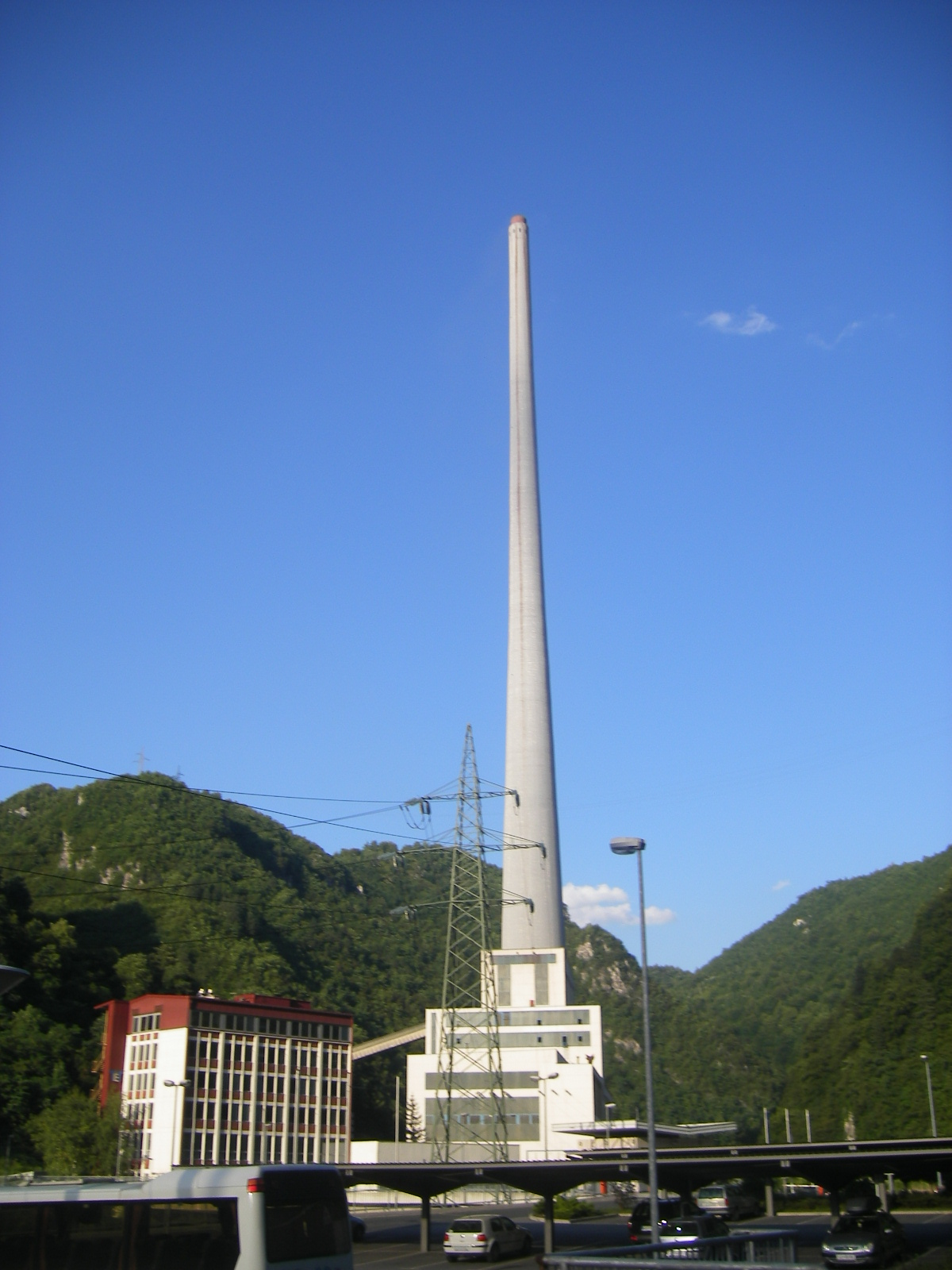
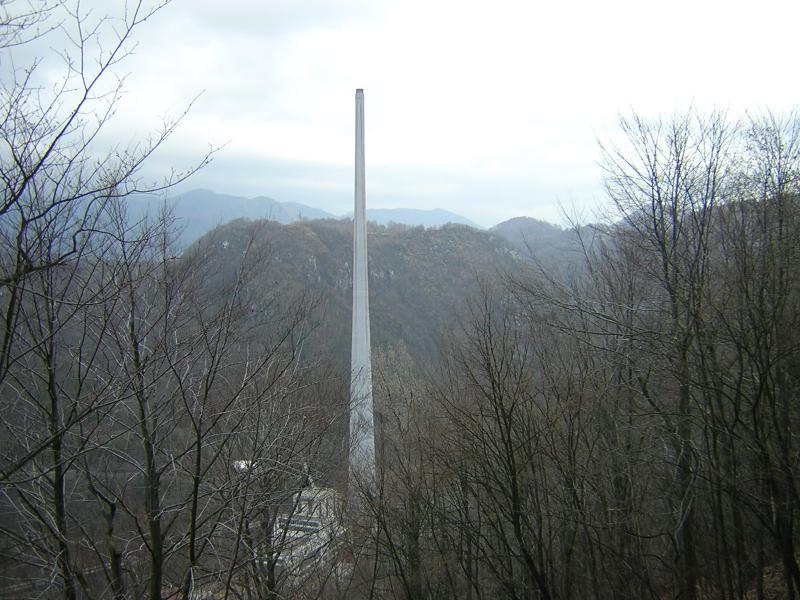